# Лункин, Роман Николаевич
Рома́н Никола́евич Лу́нкин (род. 13 июня 1976, Москва, СССР) — российский религиовед, социолог религии, публицист и журналист.
Доктор политических наук (2018), кандидат философских наук (2005), заместитель директора по научной работе, ведущий научный сотрудник и руководитель Центра по изучению проблем религии и общества Института Европы РАН, сотрудник «русской группы» Кестонского института, один из авторов информационно-аналитического издания «Современная религиозная жизнь России. Опыт систематического описания». Главный редактор научного журнала РАН «Современная Европа» (с 2019), был ответственным редактором журнала «Религия и право». Ответственный редактор портала «Религиозная Жизнь». Профессор РАН (2022).
Автор нескольких десятков научных работ по социологии религии, религиоведению и общественно-политическим вопросам на русском и других языках, а также нескольких сотен статей о религиозно-общественной и политической обстановке в Европейском Союзе, российских регионах и странах СНГ.

## Биография
Родился 13 июня 1976 года.
В 1995—1998 годы — внештатный автор еженедельника «Русская мысль».
В 1998 году ведущий программы «Исторический календарь» на Христианском церковно-общественном канале радиостанции «София».
В 1998 году с отличием кончил исторический факультет МГУ имени М. В. Ломоносова, защитив дипломную работу об апостоле Иоанне Богослове.
В 1998—2000 годы — корреспондент Кестонской службы новостей (Keston News Service) и английского журнала «Фронтиер».
С 1998 года по настоящее время — член русской команды Кестонского института, сотрудник проекта «Энциклопедия современной религиозной жизни России» (руководители — каноник Майкл Бурдо и профессор С. Б. Филатов) по изданию «Атласа современной религиозной жизни России». В рамках проекта принимал участие в полевых социологических исследованиях более, чем в 70 регионах России. Работа Лункина заключалась в разъездах по регионам России и проведении интервью с представителями разных религиозных объединений. Из его материалов формировались статьи для «Энциклопедии религиозной жизни России». Значительная доля публикаций во втором томе «Современной религиозной жизни России» — 147 страниц, или более трети объёма всей книги — принадлежала Роману Лункину.
В 2001—2002 годы — редактор и ответственный секретарь общественно-политического еженедельника для федеральных округов «Наша общерегиональная газета», а в 2002—2003 годах был редактором-корреспондентом службы информации телекомпании «Третий канал» (ОАО ТРВК «Московия») и корреспондентом программы «Главная Тема».
С 7 февраля 2003 года начал публиковаться а интернет-издании «Портал-Credo.ru». В 2004—2009 годах — автор, корреспондент, затем обозреватель «Портал-Сredo.Ru».
28 апреля 2005 года в Институте философии РАН под научным руководством академика РАН Л. Н. Митрохина защитил диссертацию на соискание учёной степени кандидата философских наук по теме «Вероучение и социальная деятельность пятидесятников в России». Официальные оппоненты — д. ф. н., профессор и заведующий кафедрой религиоведения РГПУ имени А. И. Герцена А. Ю. Григоренко и к. ф. н. А. А. Воронин. Ведущая организация — Центр «Религия в современном обществе» Института комплексных социальных исследований РАН (д. ф. н., профессор М. П. Мчедлов). Согласно порталу ProChurch.info положительные отзывы были получены от руководителя Центра «Религия и культура» при факультете иностранных языков МГУ им. М. В. Ломоносова профессора Е. И. Волковой и главы Центра по изучению проблем религии и общества Института Европы РАН профессора А. А. Красикова.
С 2005 года — старший научный сотрудник, с 2011 года — ведущий научный сотрудник, с 2016 года — руководитель Центра по изучению проблем религии и общества Института Европы РАН, заместитель главного редактора журнала «Современная Европа».
В 2006 году перешёл на работу в «Славянский правовой центр» и стал ответственным редактором журнала «Религия и право».
С 2008 года — директор научно-исследовательского частного учреждения «Институт религии и права» «Славянского правового центра».
С июня 2011 года совместно с Инной Загребиной — сопредседатель некоммерческого партнёрства «Гильдия экспертов по религии и праву», а позже — президент этого партнёрства.
С сентября 2011 года — главный редактор сетевого издания Славянского правового центра «Религия и право».
В 2011 году — эксперт (Public Policy Scholar) Международного научного центра имени Вудро Вильсона.
В 2018 году в Институте Европы РАН защитил диссертацию на соискание учёной степени доктора политических наук по теме «Роль христианских церквей Европы в разрешении социально-политических кризисов» (специальность 23.00.02 — политические институты, процессы и технологии); научный консультант — доктор исторических наук, профессор А. А. Красикова; официальные оппоненты — доктор социологических наук, профессор И. Г. Каргина, доктор политических наук, профессор А. В. Митрофанова и доктор политических наук, профессор И. Л. Прохоренко; ведущая организация — Федеральный научно-исследовательский социологический центр РАН.
Преподаватель программы «Юридическое религиоведение» в Московской богословской семинарии евангельских христиан-баптистов.
Участник семинаров Московского Центра Карнеги в рамках программы «Религия, общество и безопасность».
В апреле 2022 года получил почётное учёное звание профессора РАН (избран по Отделению глобальных проблем и международных отношений). На выборах в РАН 2022 года выдвигался членом-корреспондентом РАН по Отделению глобальных проблем и международных отношений РАН, но избран не был.

## Отзывы

### Положительные
Религиовед и заслуженный профессор МГУ И. Я. Кантеров относит С. Филатова и Р. Лункина к «авторитетным отечественным социологам религии».
Ведущий научный сотрудник ИСПИ РАН Е. А. Кублицкая включает Лункина в список «ведущих ученых нашей страны, занимающихся проблемами социологии религии».
Профессор кафедры философии МГИМО М. В. Силантьева характеризует Лункина в качестве «известного социолога религии».
В коллективной монографии «Социальное партнёрство государства и религиозных организаций» Лункин и С. Б. Филатов определены как «известные социологи религии».
Директор Центра этнокультурных и религиоведческих исследований Российского православного университета А. В. Митрофанова характеризует Лункина в качестве «известного исследователя православной религиозности».
Историк и религиовед А. В. Гайдуков в интервью исследовательской службе «Среда» в ответ на вопрос «Кто является для Вас авторитетом в профессиональной среде?» наряду с другими отметил, что «Из современных сходу на ум пришёл Роман Лункин».
Религиовед В. А. Егоров в интервью исследовательской службе «Среда» в ответ на вопрос «Из каких источников Вы черпаете информацию по работе?» высказал следующее мнение: «… могу сослаться на то, что делает Роман Лункин — „Религия и Закон“».
Социолог И. Г. Каргина в интервью исследовательской службе «Среда», говоря о «мэтрах социологии религии», высказала следующее мнение: «Если говорить о новом поколении, то есть разные работы, с ними можно соглашаться или не соглашаться, но они имеют зерно, которое интересно, и это выражение определённой позиции. Это работы Романа Лункина, Марины Мчедловой, Сергея Лебедева, Юлии Синелиной».
Кандидат философских наук С. Г. Карасева и кандидат социологических наук Е. В. Шкурова включают Лункина в список семи организаторов и исполнителей «наиболее масштабных постсоветских исследований религиозности» в России.

### Критические
В 2001 году кандидат физико-математических наук, действительный член Российской академии космонавтики имени К. Э. Циолковского, руководитель Секции проблем космического мышления и Живой этики Московского космического клуба Л. М. Гиндилис и специалист по социальной философии, доктор философских наук, профессор кафедры философии МГУЛ В. В. Фролов, также являющийся руководителем Объединённого научного центра проблем космического мышления Международного центра Рерихов, в журнале «Вопросы философии» касаясь Живой этики писали, что «Несмотря на возрастающую общественную роль этого движения, ни оно, ни лежащая в его основании мировоззренческая концепция не подвергались серьезному философскому анализу. Поэтому можно было бы приветствовать инициативу С. Б. Филатова и Р. Н. Лункина, которые попытались восполнить этот пробел. […] К сожалению, их попытка оказалась, на наш взгляд, совершенно неадекватной, чтобы не сказать более резко. Вместо объективного научно-философского анализа статья содержит весьма поверхностное изложение учения Рерихов, полностью искажающее его суть и содержащее дискредитацию имени основателей учения — выдающихся деятелей русской и мировой культуры — и рериховского движения в нашей стране». Они отмечают, что «авторы весьма поверхностно знакомы с обсуждаемым учением» и указывают, что «помимо прямого искажения, авторы профанируют идеи Живой Этики, дают им упрощённое толкование». А также указывают на то, что «Авторы часто ссылаются на публикации О. Шишкина. Оценку некоторых его публикаций уже дал суд. Решением Тверского межмуниципального (районного) суда Центрального административного округа г. Москвы от 18.01.96. по иску Международного Центра Рерихов ряд сведений, содержащихся в публикациях Шишкина в газете „Сегодня“ № 208 от 29 октября 1994 года и № 222 от 19 ноября 1994 года, признаны не соответствующими действительности. Что же, авторы этого не знают или делают вид, что не знают?».
В 2003 году религиовед, кандидат философских наук, доцент Воронежского филиала Современной гуманитарной академии, председатель Воронежского областного отделения Объединения исследователей религии М. А. Жеребятьев в открытом письме на сайте «Научный атеизм» критиковал Лункина за безмерное «особое расположение к евангелическим церквам», поскольку «факт перестаёт быть обычным фактом». Он пишет, что «г-да Филатов и Лункин, старательнейшим образом расписывая современное состояние российского пятидесятничества, не забывают упомянуть о политических пристрастиях представителей этого направления». Жеребятьев отмечает, что «Оказывается, на федеральных выборах евангелики стихийно, но при этом консолидированно, голосуют за либеральную партию Яблоко» и критикует авторов за то, что те забыли упомянуть «руководство Яблока палец о палец не ударило, чтобы привлечь на свою сторону избирателей-протестантов или хотя бы определиться с собственной религиозно-общественной программой». Он с сожалением приходит к выводу, что «это не единственное преувеличение, с которым встречается читатель».
8 декабря 2006 года религиозный публицист, историк и священник УАПЦ (о) Яков Кротов направил письмо в Кестонский институт, и копии редакторам сайтов baznica.info и portal-credo.ru, в котором сообщил своё мнение о том, что религиоведческие материалы Лункина не отвечают научным стандартам. Главный редактор сайта baznica.info опубликовал письмо и объявил, что приостанавливает публикацию каких-либо материалов Кестонского института до получения разъяснений. Кротов также характеризовал Романа Лункина как «журналиста с дипломом социолога и практикой бульварной прессы».
В 2009 году российский исследователь сект, Председатель Экспертного совета по проведению государственной религиоведческой экспертизы при Министерстве юстиции РФ А. Л. Дворкин в одном из интервью назвал Романа Лункина «сектозащитным пропагандистом», ведущим «грязную информационную войну».
В 2009 году главный редактор портала «Православие и мир», кандидат филологических наук, старший преподаватель кафедры общего и сравнительно-исторического языкознания филологического факультета МГУ им. М.В. Ломоносова А. А. Данилова в своей рецензии на «текст Романа Лункина для сайта „Портал-Credo.Ru“ об эксперименте по преподаванию основ религиозной культуры в школах» и попытке критики учебника А. В. Кураева отмечает, что его статья это «не риторическая аргументация, а заметное невооруженным взглядом манипулирование». После последовательного разбора с приведением примеров Данилова приходит к выводу, что «заканчивается эта цепь манипуляций тем, что автор запутывает себя», а также отмечает, «как такие приемы манипулирования, как безличные конструкции, яркие эпитеты, абстрактные слова-фобии и модальные глаголы могут заменять собой доказательства, анализ, и, собственно полемику».
В 2009 году руководитель Саратовского отделения Центра религиоведческих исследований Иринея Лионского, главный редактор Информационно-аналитического сайта antiCEKTA.ru, деятель антисектантского движения России, член Экспертного Совета по проведению Государственной религиоведческой экспертизы при Министерстве юстиции РФ, преподаватель Саратовской православной духовной семинарии, кандидат философских наук, религиовед А. В. Кузьмин в своём обращении к «работникам средств массовой информации представителям государственной власти работникам правоохранительных органов руководителям организаций всем заинтересованным гражданам» выступил с опровержением статьи Лункина «Дурной сон под маской православия. Конфликт вокруг саратовской протестантской церкви „Слово жизни“, спровоцированный „сектоведом“, выходит из-под контроля» опубликованной на сайте «Портал-Credo.Ru». Кузьмин указывает, что «в своей статье Лункин пытается показать мою деятельность по предупреждению об опасности сектантства как что-то сугубо личное и продиктованное исключительно моими убеждениями». Говоря о статье Лункина он высказывает мнение, что она «изобилует явной ложью и многочисленными подтасовками фактов». Кузьмин подчёркивает «явно пренебрежительный тон Лункина применительно к православным традициям и самому Православию не могут оставить равнодушным, так как на нашей православной вере зиждется вся наша культура, все традиции нашего народа, однако Лункину это глубоко безразлично в его статье». Также он отмечает, что «перед написанием своей статьи Лункин звонил в Саратовскую епархию, Правительство Саратовской области и Администрацию города Саратова, собирая информацию в отношении меня и Саратовского отделения Центра религиоведческих исследований» и «после публикации статьи Лункина я общался со всеми её фигурантами — с Краснопёровой Ириной Сергеевной, Лозгачёвой Маргаритой Геннадьевной, священниками Дионисием Габасовым и Даниилом Сысоевым», которые, по его словам, «глубоко возмущены статьёй Лункина, её лживостью и явной сфабрикованностью». По словам Кузьмина «Краснопёрова и Лозгачёва не давали никому интервью, звонивший им человек не оговаривал условий интервью, не сообщил он им и о том, что он их интервьюирует», а Краснопёрова, Лозгачёва и Габасов «утверждают, что смысл слов, приписываемых им в статье, не соответствуют действительности». Кузьмин подытоживает прося «не поддаваться провокациям Лункина и остальных сектозащитников и помнить о ценности сохранения мира между всеми религиями»

## Личная жизнь
Считает себя православным, в юности был алтарником
Протестантская церковь интересна тем, что она воспитывает честных граждан, это открытая церковь — сторонники демократии и прав человека. Меня, как православного человека также привлекает многообразие и оригинальность духовного опыта в этих церквях — от баптистов до харизматов.
Дружит с П. В. Мицкевичем и Ю. К. Сипко.
Женат на историке Елене Ситниковой, есть дочь и сын.
По его собственному признанию, считает политика Алексея Навального Антихристом.

## Научные труды

### Статьи
на русском языке
- Лункин Р. Н., Филатов С. Б. Конец 90-х: возрождение религиозной нетерпимости // Нетерпимость в России: старые и новые фобии. М.: Московский Центр Карнеги, 1999. С. 136—150.
- Лункин Р. Н., Филатов С. Б. Рериховское движение в России: восстановление связи времён // Вопросы философии. 1999. № 12. С. 63-73.
- Лункин Р. Н. Нехристианские народы России перед лицом христианства // Религия и общество: Очерки современной религиозной жизни России/ Отв. ред. и сост. С. Б. Филатов. М.-СПб.: Кестонский Институт; «Летний Сад», 2002. С. 361—382.
- Лункин Р. Н. Православная Церковь Божией Матери Державной // Современная религиозная жизнь России: Опыт систематического описания. Т. I / Отв. ред. М. Бурдо, С. Б. Филатов. М.: Кестонский Институт; Логос, 2003. C. 136—159.
- Лункин Р. Н. Пятидесятники в России: опасности и достижения «нового» христианства // Религия и общество: Очерки современной религиозной жизни России/ Отв. ред. и сост. С. Б. Филатов. М.-СПб.: Кестонский Институт; «Летний Сад», 2002. С. 336—360.
- Лункин Р. Н. Пятидесятничество и харизматическое движение Т. II // Современная религиозная жизнь России: Опыт систематического описания. Т. I / Отв. ред. М. Бурдо, С. Б. Филатов. М.: Кестонский Институт; Логос, 2003. С. 241—387.
- Лункин Р. Н. Социальное служение Русской Православной Церкви в пост-советском обществе // Orthodox Christianity and Contemporary Europe/ Ed. by J. Sutton and Wil van den Bercken. Peeters. Leuven-Paris-Dudley, 2003. P. 271—287.
- Лункин Р. Н., Филатов С. Б. Православие по-поморски и по-новгородски // Религия и общество: Очерки современной религиозной жизни России/ Отв. ред. и сост. С. Б. Филатов. М.-СПб.: Кестонский Институт; «Летний Сад», 2002. С. 33-57.
- Лункин Р. Н., Филатов С. Б. Рерихианство: синтетическое мировоззрение или новая религия? // Религия и общество: Очерки современной религиозной жизни России/ Отв. ред. и сост. С. Б. Филатов. М.-СПб.: Кестонский Институт; «Летний Сад», 2002. С. 450—469.
- Лункин Р. Н., Филатов С. Б. Северный Кавказ: горские народы в поисках религиозной идентичности // Религия и общество: Очерки современной религиозной жизни России/ Отв. ред. и сост. С. Б. Филатов. М.-СПб.: Кестонский Институт; «Летний Сад», 2002. С. 158—188.
- Лункин Р. Н. Протестантизм и глобализация на просторах Евразии // Религия и глобализация на просторах Евразии. Под ред. А. В. Малашенко и С. Б. Филатова. М.: Московский Центр Карнеги, 2005, с. 90-125;
- Лункин Р. Н, Филатов С. Б. Статистика российской религиозности: магия цифр и неоднозначная реальность // «Социологические исследования», 2005, № 6, с. 35-45.
- Лункин Р. Н. Протестанты и политические конфликты в Евразии: спасение душ и управляемая демократия // Религия и конфликт. Московский Центр Карнеги, РОССПЭН, 2007. С. 175—222.
- Лункин Р. Н. Новые религиозные движения в России: христианство и постхристианство в зеркале новых богов и пророков // Двадцать лет религиозной свободы в России. Московский Центр Карнеги, РОССПЭН, 2009. С. 330—394.
- Лункин Р. Н. «Русские» регионы России: степень православности и политические ориентации // «Социологические исследования», 2008, № 4 (288), с. 27-37.
- Лункин Р. Н. «Проправославный консенсус» в России: вера и неверие // «Современная Европа», № 1 (33), январь-март, 2008, с. 139—144.
- Лункин Р. Н. Старый Свет — новые времена: реальная картина Европы // «Современная Европа», № 1 (33), январь-март, 2008, с. 128—132.
- Лункин Р. Н. Восток и Европа: на пути к диалогу цивилизаций // «Современная Европа», № 2 (34), апрель-июнь, 2008, с. 140—142.
- Лункин Р. Н. Европейская идентичность: Россия Евросоюз // «Современная Европа», № 3 (35), июль-сентябрь, 2008, с. 144—147.
- Лункин Р. Н. Тоска по семье и природе: тайна успеха «Звенящих кедров России» // Русское Ревью. — Кестонский институт, 2009. — Вып. 33. Архивировано 6 декабря 2017 года.
- Лункин Р. Н., Филатов С. Б. Статистика религиозной и конфессиональной принадлежности россиян: каким аршином мерить // Религия и российское многообразие / Науч. ред. и сост. С. Б. Филатов. — М.: Кестонский институт, Летний сад, 2012 (общий объём — 340 с.).
- Лункин Р. Н., Филатов С. Б. Возрождение религиозной нетерпимости в современной России: комплексы ксенофобии и сектоборчества. // Религия и российское многообразие / Науч. ред. и сост. С. Б. Филатов. — М.: Кестонский институт, Летний сад, 2012.
- Лункин Р. Н. Ловушка для государства. Религиозная политика президента Дмитрия Медведева и РПЦ // Религия и российское многообразие / Науч. ред. и сост. С. Б. Филатов. — М.: Кестонский институт, Летний сад, 2012.
- Лункин Р. Н., Филатов С. Б. Эллин и иудей в церковной ограде РПЦ // Религия и российское многообразие / Науч. ред. и сост. С. Б. Филатов. — М.: Кестонский институт, Летний сад, 2012.
- Лункин Р. Н., Филатов С. Б. Трагедия российских немцев и российская религиозность. // Религия и российское многообразие / Науч. ред. и сост. С. Б. Филатов. — М.: Кестонский институт, Летний сад, 2012.
- Лункин Р. Н. Многообразие протестантизма: новая роль в религиозной и общественной жизни России. // Религия и российское многообразие / Науч. ред. и сост. С. Б. Филатов. — М.: Кестонский институт, Летний сад, 2012.
- Лункин Р. Н. Христианская интеллигенция Тамбова и особенности становления демократических традиций региона. // Религия и российское многообразие / Науч. ред. и сост. С. Б. Филатов. — М.: Кестонский институт, Летний сад, 2012.
- Лункин Р. Н., Филатов С. Б. Митрополит Николай и архиепископ Георгий в Нижнем Новгороде: альтернативы развития РПЦ. // Религия и российское многообразие / Науч. ред. и сост. С. Б. Филатов. — М.: Кестонский институт, Летний сад, 2012.
- Лункин Р. Н. Церковь и власть в Тверской области: управляемая симфония губернатора Дмитрия Зеленина. // Религия и российское многообразие / Науч. ред. и сост. С. Б. Филатов. — М.: Кестонский институт, Летний сад, 2012.
- Лункин Р. Н., Филатов С. Б. Белгород: единство церковной и светской власти. // Религия и российское многообразие / Науч. ред. и сост. С. Б. Филатов. — М.: Кестонский институт, Летний сад, 2012.
- Лункин Р. Н. Астраханская область: политика на фоне религиозного многообразия. // Религия и российское многообразие / Науч. ред. и сост. С. Б. Филатов. — М.: Кестонский институт, Летний сад, 2012.
- Лункин Р. Н., Филатов С. Б. Вольнодумие на берегах Амура и московская идеология православной цивилизации: где тонко, там и рвётся. // Религия и российское многообразие / Науч. ред. и сост. С. Б. Филатов. — М.: Кестонский институт, Летний сад, 2012.
- Лункин Р. Н. Красноярский край: традиции сибирской веротерпимости на службе у государства. // Религия и российское многообразие / Науч. ред. и сост. С. Б. Филатов. — М.: Кестонский институт, Летний сад, 2012.
- Лункин Р. Н. Кубань: своеобразие казачьего православия и церковь. // Религия и российское многообразие / Науч. ред. и сост. С. Б. Филатов. — М.: Кестонский институт, Летний сад, 2012.
- Лункин Р. Н. Русская Пруссия. Калининград — пионер европейской христианской идентичности. // Религия и российское многообразие / Науч. ред. и сост. С. Б. Филатов. — М.: Кестонский институт, Летний сад, 2012.
- Лункин Р. Н. Ярославское православие: культурная политика Церкви как возможность разговора с обществом. // Религия и российское многообразие / Науч. ред. и сост. С. Б. Филатов. — М.: Кестонский институт, Летний сад, 2012.
- Лункин Р. Н. Социальная гармония православия и протестантизма: череповецкий опыт. // Религия и российское многообразие / Науч. ред. и сост. С. Б. Филатов. — М.: Кестонский институт, Летний сад, 2012.
- Лункин Р. Н. Церковь мормонов: американская мечта русского земного рая. // Религия и российское многообразие / Науч. ред. и сост. С. Б. Филатов. — М.: Кестонский институт, Летний сад, 2012.
- Лункин Р. Н., Филатов С. Б. Меннонитство в России: от немецких корней к русской церкви. // Религия и российское многообразие / Науч. ред. и сост. С. Б. Филатов. — М.: Кестонский институт, Летний сад, 2012.
- Лункин Р. Н. Реформатство в России. // Религия и российское многообразие / Науч. ред. и сост. С. Б. Филатов. — М.: Кестонский институт, Летний сад, 2012.
- Лункин Р. Н. Методизм в России: опыт демократического христианства. // Религия и российское многообразие / Науч. ред. и сост. С. Б. Филатов. — М.: Кестонский институт, Летний сад, 2012.
- Лункин Р. Н., Филатов С. Б. Женское православие: эволюция целительства к новой религии и почитанию Путина. // Религия и российское многообразие / Науч. ред. и сост. С. Б. Филатов. — М.: Кестонский институт, Летний сад, 2012
- Лункин Р. Н. Белое Братство: путь от всемирного апокалипсиса к возрождению «славянской культуры». // Религия и российское многообразие / Науч. ред. и сост. С. Б. Филатов. — М.: Кестонский институт, Летний сад, 2012.
- Лункин Р. Н., Филатов С. Б. Богородичный центр: харизматическое православие для интеллигенции. // Религия и российское многообразие / Науч. ред. и сост. С. Б. Филатов. — М.: Кестонский институт, Летний сад, 2012.
- Лункин Р. Н. Церковь Виссариона: божество с человеческими страстями. // Религия и российское многообразие / Науч. ред. и сост. С. Б. Филатов. — М.: Кестонский институт, Летний сад, 2012.
- Лункин Р. Н. Движение Анастасии: в поисках гармонии с природой. // Религия и российское многообразие / Науч. ред. и сост. С. Б. Филатов. — М.: Кестонский институт, Летний сад, 2012.
- Лункин Р. Н. Религия и европейские ценности // «Современная Европа», № 3,(55), июль-сентябрь 2013, с.144-149
- Лункин Р. Н. Гибкая интеграция в ЕС // «Современная Европа», № 3,(55), июль-сентябрь 2013, с.153-156
- Лункин Р. Н. Изменение религиозной ситуации в российских регионах в зеркале полевых исследований // Социология религии в обществе позднего модерна (сборник статей). Белгород, НИУ БелГУ, ИД «Белгород», 2013, с. 273—295
- Лункин Р. Н. Инославные христиане на карте России: вера в Бога в постправославной стране // Секуляризм и религиозная свобода — противостояние или партнёрство. Москва, Центр по изучению проблем религии и общества Институт Европы РАН, 2013, с.186-208.

на других языках
- Lunkin R. Another parish priest under fire from the Moscow Patriarchate // Frontier, Keston Institute, 1998, No. 5, p. 4-5;
- Lunkin R. Karelian officials prefer composers to catholics // Frontier, Keston Institute, 1999, No. 3, p. 4-5;
- Lunkin R. Fear of the law forces Sakhalin ’s dissimilar protestants together // Frontier, Keston Institute, 2000, No. 1, p. 8-9;
- Lunkin R. Russia’s Native Peoples: Their Path to Christianity // Religion, State & Society, Keston Institute, vol. 28, 2000, No. 1, p. 123—133;
- Lunkin R. & Prokof’yev A. Molokans and Dukhobors: Living Sources of Russian Protestantism // Religion, State & Society, Keston Institute, vol. 28, 2000, No. 1, p. 85-92;
- Lunkin R. Die euphorischen neunziger Jahre // Glaube in der 2. Welt, 2002, No. 1, p. 26-31;
- Lunkin R., Filatow S. Neuaufbrauch bei den russischen Baptisten // Glaube in der 2. Welt, 2002, No. 1, p. 19-24.
- Lunkin R. Religion in Russia’s Federal Regions: Pragmatism or Witch-Hunt? // Frontier, Keston Institute, 2004, № 5, p. 37-44
- Lunkin R., Filatov S. Traditions of Lay Orthodoxy in the Russian North // Religion, State & Society, Keston Institute, vol. 28, 2000, No. 1, p. 23-35;
- Lunkin R., Filatov S. The Rerikh movement: a homeground Russian «New religious movement» // Religion, State & Society, Keston Institute, vol. 28, 2000, No. 1, p. 135—148;
- Lunkin R. Traditional Pentecostals in Russia // East-West Church & Ministry Report (The Global Center, Samford University), Summer 2004, Vol. 12, No. 3, p. 4-7;
- Lunkin R. The Russian security Service Versus Western Missionaries // East-West Church & Ministry Report (The Global Center, Samford University), fall 2004, Vol. 12, No. 4, p. 1-3;
- Lunkin R. I servizi segreti contro i missionari // Rassegna stampa sulla Russia, 12 gennaio 2004,
- Lunkin R. The Charismatic movement in Russia // East-West Church & Ministry Report (The Global Center, Samford University), winter 2005, Vol. 13, No. 1, p. 1-5;
- Lunkin R. The Kuban and ideal of a Cossack Orthodox land // Frontier, Keston Institute, 2005, № 10, p. 25-32.
- Lunkin R. Russia’s Native Peoples: Their Path to Christianity // Religion, State and Society, 1465-3974, Volume 28, Issue 1, 2000, Pages 123—133
- Lunkin R. The Rerikh Movement: A Homegrown Russian ‘New Religious Movement’ // Religion, State and Society, 1465-3974, Volume 28, Issue 1, 2000, Pages 135—148
- Lunkin R. Traditions of Lay Orthodoxy in the Russian North // Religion, State and Society, 1465-3974, Volume 28, Issue 1, 2000, Pages 23 — 35
- Lunkin R. Molokans and Dukhobors: Living Sources of Russian Protestantism // Religion, State and Society, 1465-3974, Volume 28, Issue 1, 2000, Pages 85 — 92
- Lunkin R. Statistics on Religion in Russia: The Reality behind the Figures // Religion, State and Society, 1465-3974, Volume 34, Issue 1, 2006, Pages 33 — 49.
- Lunkin R. Protestants in Russia Today // Keston Newsletter, N18, 2013, p. 1-14 (1,5 а.л.)
- Lunkin R. Believing in Russia — Religious policy after Communism // International Journal for Religious Freedom (Measuring and Encountering persecution), Volume 5, issue 2, 2012, p. 179—181 (0,5 а.л.)
- Lunkin R. Protestantism and Human Rights in Russia: Creation of the Alternative to the Authorities // Institute of Philosophy, Russian Academy of Sciences, Moscow

## Публицистика
- Лункин Р. Н., Филатов С. Б. Другая Святая Русь. Духовный опыт возрождения Русского Севера // Дружба народов. 2001. № 5. С. 154—168.
- Лункин Р. Н. Ничто человеческое протестантам не чуждо // НГ-Религии. 2000. 22 марта.
- Лункин Р. Н. Протестантизм по-русски // НГ-Религии. 2003. 15 октября.
- Лункин Р. Н. Пятидесятники в России. По пути «нового» христианства // Истина и Жизнь. 2001. № 7-8. С. 10-16.
- Лункин Р. Н. Судьба протестанта в России // НГ-Религии. 2002. 30 октября.
- Лункин Р. Н. Христиане с харизмой // НГ-Религии. 2003. 3 декабря.
- Лункин Р. Н. Архангельский «Родник»: путь к вере через традиции и ценности Русского Севера. Проблемы введения «Основ православной культуры» // Религия и право, 3 (62), 2012, с. 18-21
- Лункин Р. Н. Россия в глобальном исследовании религии // Религия и право, 1 (60), 2012, с. 10-16
- Лункин Р. Н. Верю — не верю. Социологи выпустили первый «Атлас религий России» // Журнал «Огонёк», № 34 (5243), 27.08.2012,
- Лункин Р. Н. Циркуляры свободы. Особенности церковной демократии // Независимая газета, 14.11.2012,
- Лункин Р. Н. Строгость и предубеждение. В странах Европы строгость наказания только подчёркивает право граждан на самовыражение // Независимая газета, 03.07.2012,
- Лункин Р. Н. Аванс для Патриарха. Общество не замечает и прощает Церкви и её иерархам всё // Независимая газета, 16.05.2012
- Лункин Р. Н. Верующие в расстроенных чувствах. Религиозные организации используют борьбу с арт-провокациями для усиления своего влияния на общество // Независимая газета, 21.03.2012,
- Лункин Р. Н. От эмоций — к политработе, от страха — к стабильности // Независимая газета, 20.03.2012,
- Лункин Р. Н. Вера и выборы. Впереди 2012-й // Независимая газета, 25.11.2011.
- Лункин Р. Н. Христианский ответ обществу потребления // Журнал «Эксперт». — № 1 (833). — 2013. с. 60-68

## Экспертизы
- Лункин Р. Н. Заключение религиоведа и социолога Р. Н. Лункина о книге "Чжуань Фалунь" // Информационный центр Фалунь Дафа. — Научно-исследовательское частное учреждение «Институт религии и права», 11.03.2009.
- Лункин Р. Н., Пчелинцев А. В., Савин Г. А. Экспертное заключение о мировоззрении Монастыря-Академии йоги «Собрание тайн» // Портал „Религия и право“. — Некоммерческое партнёрство «Гильдия экспертов по религии и праву», 17.03.2013. Архивировано 7 октября 2015 года.